# Холодов, Юрий Андреевич
Холодов Юрий Андреевич  (1931—2002) — доктор биологических наук, профессор, советский и российский ученый в области электромагнитобиологии и нейрофизиологии.

## Биография
Родился в 1931 г. в Москве.
Окончил Московский государственный университет им. М. В. Ломоносова, биолого-почвенный факультет, кафедра ВНД человека и животных.
Научную работу начал в Институте высшей нервной деятельности Академии наук СССР под руководством академика М. Н. Ливанова.
Кандидат биологических наук, тема «К физиологическому анализу действия магнитного поля на животных», 1958 г.
Доктор биологических наук, тема «Непосредственное действие электромагнитных полей на центральную нервную систему», 1967 г.

## Научная деятельность
Заведующий Лабораторией электромагнитной нейрофизиологии Института высшей нервной деятельности Академии наук СССР (1984—1997 г.г.)
Лаборатория организована в 1984 г. на базе группы, которая выделилась в 1979 г. из Лаборатории электрофизиологии условных рефлексов.
Профессором Ю. А. Холодовым и его сотрудниками изучались механизмы деятельности мозга с помощью регистрации его магнитных полей, а также при воздействии на организм электромагнитных полей (ЭМП) с различными биотропными параметрами.
В реакциях организма на общее воздействие различных электромагнитных полей (в зависимости от их параметров) отмечено изменение двигательной активности, преимущественное торможение выработанных временных связей, возникновение ЭЭГ-реакций синхронизации, участие нейроглиальных элементов мозга. У человека при периферическом воздействии низкоинтенсивных ЭМП обнаружены асимметричные сенсорная и электрографическая реакции, свидетельствующие об участии в восприятии ЭМ-стимула ноцицептивной системы. Совокупность полученных сотрудниками лаборатории данных свидетельствует о существовании нескольких путей реализации реакций организма на ЭМП (прямых и рефлекторных), с преобладанием медленного начального реагирования с латентным периодом около 20-40 с.
В лаборатории впервые в стране применялся метод магнитоэнцефалографии с использованием магнитометра оптической накачки и сверхпроводящего квантомеханического интерференционного датчика (СКВИД). Использование этого метода позволило локализовать источники альфа-активности, а также источники электрической активности коры больших полушарий при вызванных ответах и определять точные координаты очагов эпилептической активности.
Ученики: профессор, доктор биологических наук Лукьянова С. Н., профессор, доктор биологических наук Чиженкова Р. А.

## Участие в профессиональных и общественных организациях
- Член Научного совета АН СССР и РАН по радиобиологии.
- Член Российского национального комитета по защите от неионизирующих излучений (с 1997 года).[4]
- Член оргкомитетов ряда конференций исследователей биологических эффектов электромагнитного поля в СССР и Российской Федерации.

### Основные труды
- 1. Холодов Ю. А. Влияние электромагнитных и магнитных полей на центральную нервную систему / Акад. наук СССР. Ин-т высш. нервной деятельности и нейрофизиологии. — Москва : Наука, 1966. — 283 с. https://primo.nlr.ru/primo-explore/fulldisplay?docid=07NLR_LMS008927254&context=L&vid=07NLR_VU1&lang=ru_RU&search_scope=default_scope&adaptor=Local
- 2. Холодов Ю. А., Лукьянова С.Н, Чиженкова P.A. Электрофизиологический анализ влияния электромагнитных полей на центральную нервную систему. // Современные проблемы электрофизиологии центральной нервной системы. М.: Наука. 1967. С. 273.
- 3. Холодов Ю. А. Магнетизм в биологии. — М.,1976. — 96с. https://primo.nlr.ru/primo-explore/fulldisplay?docid=07NLR_LMS007377081&context=L&vid=07NLR_VU1&lang=ru_RU&search_scope=default_scope&adaptor=Local
- 4. Холодов Ю. А. Шестой незримый океан : (Очерки по электромагнит. биологии). — Москва : Знание, 1978. — 112 с. https://primo.nlr.ru/primo-explore/fulldisplay?docid=07NLR_LMS006545485&context=L&vid=07NLR_VU1&lang=ru_RU&search_scope=default_scope&adaptor=Local
- 5. Холодов Ю. А., Шишло М. А. Электромагнитные поля в нейрофизиологии. — Москва : Наука, 1979. — 168 с. https://primo.nlr.ru/primo-explore/fulldisplay?docid=07NLR_LMS006531791&context=L&vid=07NLR_VU1&lang=ru_RU&search_scope=default_scope&adaptor=Local
- 6. Холодов Ю. А. Мозг в электромагнитных полях. — М. : Наука, 1982. — 121 с. https://primo.nlr.ru/primo-explore/fulldisplay?docid=07NLR_LMS006133063&context=L&vid=07NLR_VU1&lang=ru_RU&search_scope=default_scope&adaptor=Local
- 7. Холодов Ю. А., Козлов А. Н., Горбач А. М. Магнитные поля биологических объектов. — М.: Наука, 1987. — 145 с. https://primo.nlr.ru/primo-explore/fulldisplay?docid=07NLR_LMS005782531&context=L&vid=07NLR_VU1&lang=ru_RU&search_scope=default_scope&adaptor=Local
- 8. Холодов Ю. А., Лебедева Н. Н. Реакция нервной системы человека на электромагнитные поля / АН СССР. Ин-т высш. нерв. деятельности и нейрофизиологии. — М. : Наука, 1992. — 135 с. https://primo.nlr.ru/primo-explore/fulldisplay?docid=07NLR_LMS005475341&context=L&vid=07NLR_VU1&lang=ru_RU&search_scope=default_scope&adaptor=Local